# Galatea

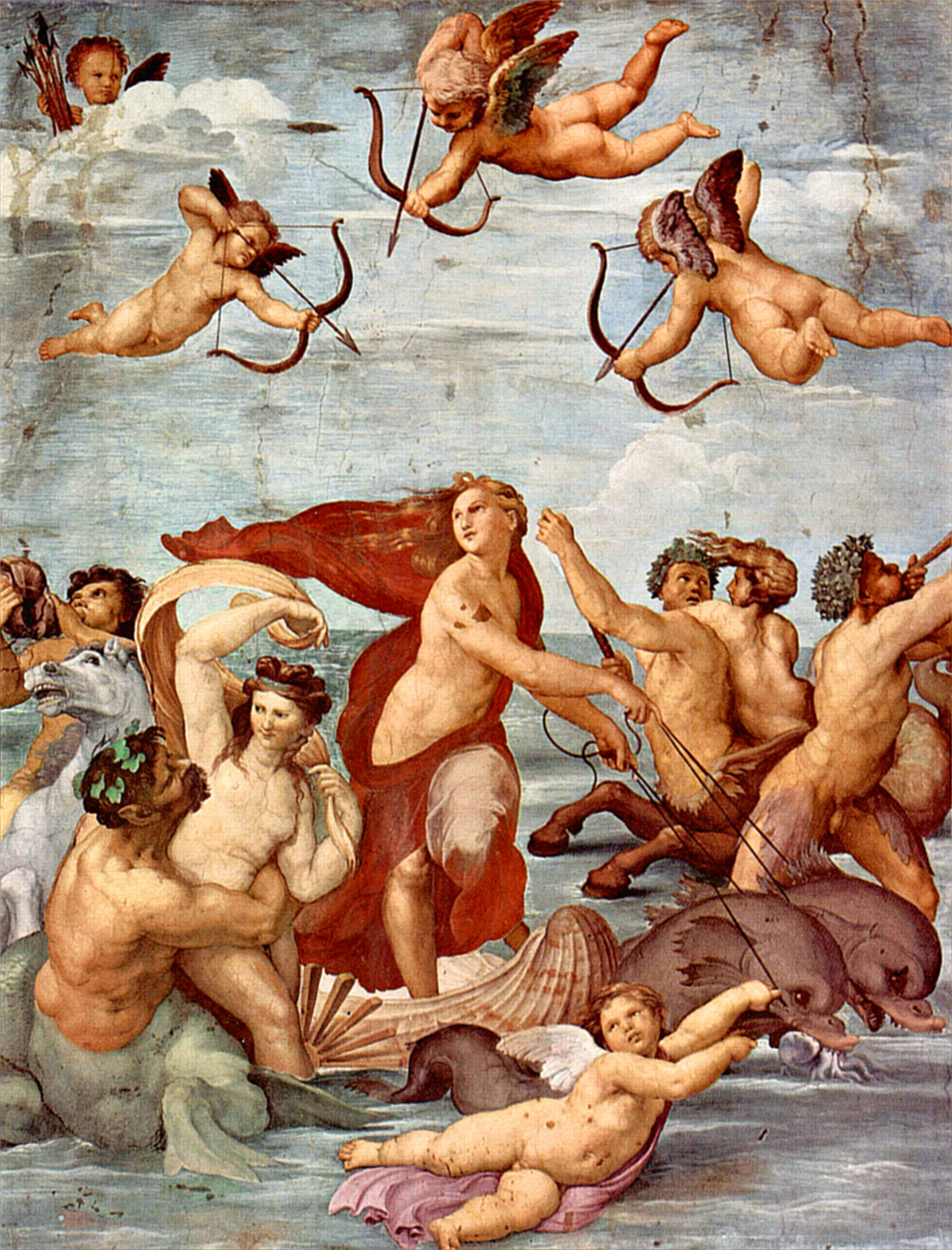
El triunfo de Galatea de Rafael en la Villa Farnesina de Roma.

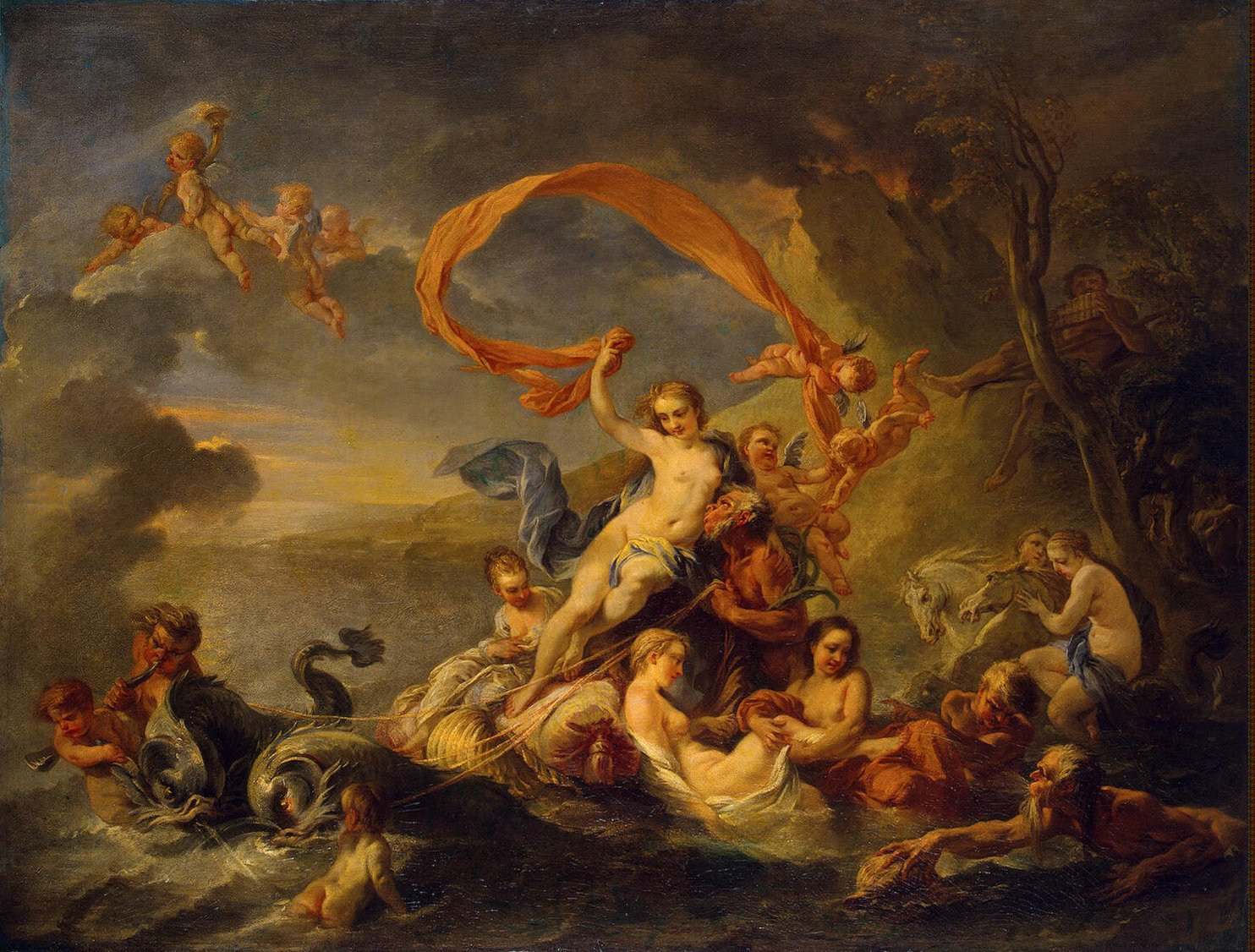
El triunfo de Galatea, obra de Jean-Baptiste van Loo.

En la mitología griega, Galatea (en griego: Γᾶλάτειᾶ, latín: Galatēa; ‘blanca como la leche’) es el nombre de dos personajes femeninos distintos:
- Es el nombre del objeto de deseo de Polifemo en los Idilios VI y XI de Teócrito, y en el mito de Acis y Galatea de Las metamorfosis de Ovidio.
- También es el nombre dado a la estatua tallada en marfil por Pigmalión de Chipre, tan perfecta que enamoró a su creador.

## Galatea, Polifemo y Acis
La primera Galatea es una nereida de Sicilia amada por el cíclope Polifemo. Sus padres eran Nereo y Doris. Cuando Galatea rechazó al cíclope en favor de Acis, un pastor siciliano, Polifemo, celoso, lo mató aplastándolo con una enorme piedra. Desesperada por el dolor, Galatea transformó la sangre de su amante en el río Acis (en Sicilia). 
Según el historiador Apiano, Galatea terminó siendo madre con Polifemo de Celto, Ilirio y Galas,  epónimos de los celtas, los ilirios y los gálatas, respectivamente. Nono es el único autor que indica que Galatea en realidad «se enamoró del cantor Polifemo».

## Galatea y Pigmalión

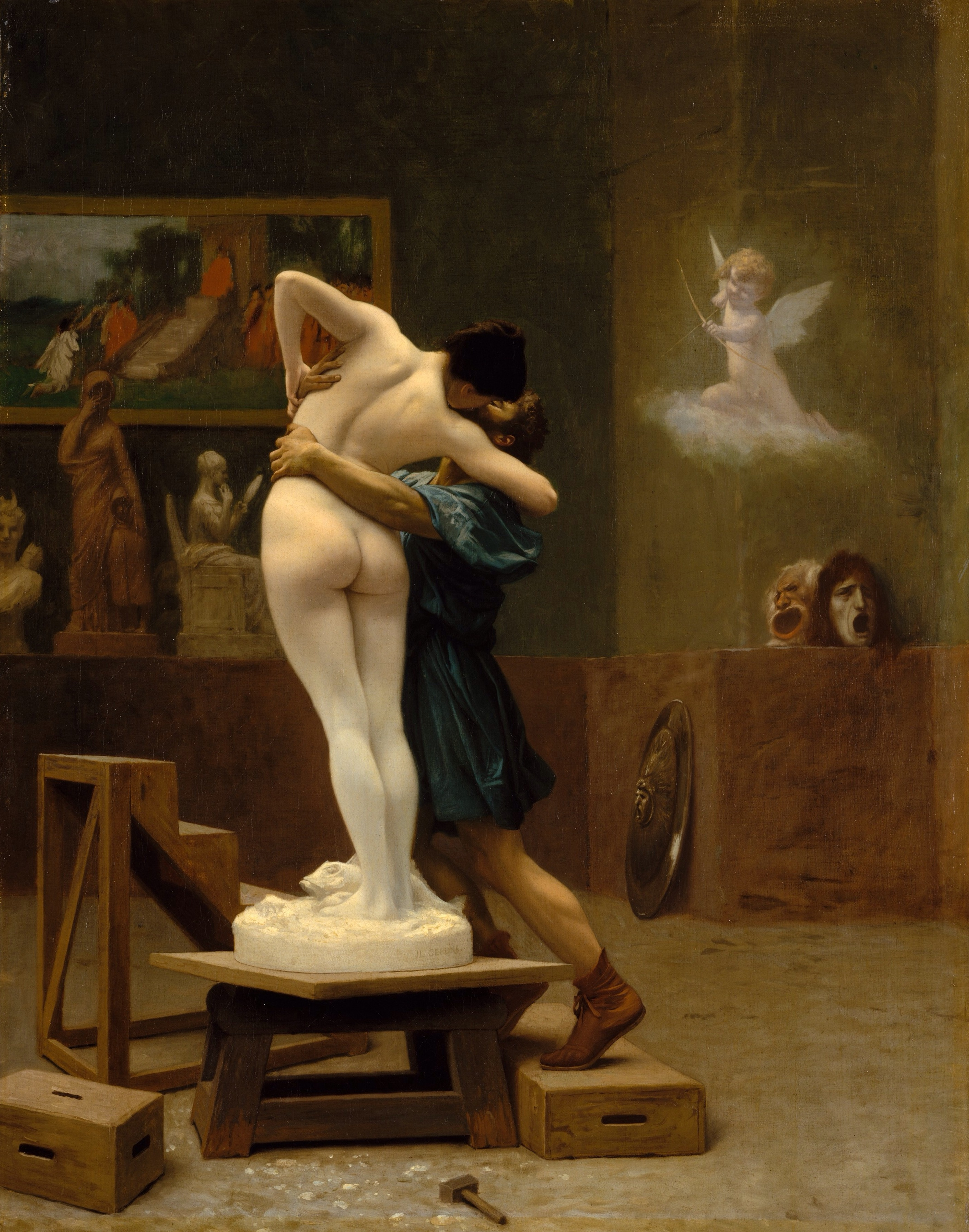
Escultura de Galatea y Pigmalión

Galatea es también el nombre dado a la estatua erigida por el rey de Chipre Pigmalión, cuya historia narra Ovidio en el libro décimo de sus Metamorfosis.
Al rey no le gustaban las mujeres porque las consideraba quisquillosas e imperfectas. Llegó a la conclusión de que no quería casarse con ninguna, viviendo sin ningún tipo de compañía femenina. Con el paso del tiempo, el rey se sintió solo y empezó a esculpir una estatua de marfil muy bella y de rasgos perfectos. De tanto admirar su obra, se enamoró de ella. 
En una de las grandes celebraciones en honor a la diosa Afrodita, Pigmalión suplicó a la diosa que diera vida a su amada estatua. La diosa, que estaba dispuesta a atenderlo, elevó la llama del altar del escultor tres veces más alto que la de otros altares. Pigmalión no entendió la señal y se fue a su casa muy decepcionado. Al volver a casa, contempló la estatua durante horas. Después de mucho tiempo, el artista se levantó y besó a la estatua. Pigmalión ya no sintió los helados labios de marfil sino una suave y cálida piel. Volvió a besarla y la estatua cobró vida, enamorándose perdidamente de su creador. 
Afrodita terminó de complacer al rey concediéndole a su amada el don de la fertilidad. De esa unión nació su hijo Pafo —que dio su nombre a la ciudad de Pafos— y su hija Metarme.

## Galatea en el arte
- Acis y Galatea, zarzuela de 1708, de Antonio de Literes y libreto de José de Cañizares
- El triunfo de Galatea, fresco de Rafael (1512) en la villa de Agostino Chigi (hoy conocida como Villa Farnesina), en Roma.
- La Galatea, novela pastoril de Miguel de Cervantes.
- Acis y Galatea, ópera de Lully
- Acis, Galatea y Polifemo, cantata de Händel
- Acis y Galatea, otra obra musical de Händel
- Fábula de Polifemo y Galatea, poema de Luis de Góngora.
- Galatea de las esferas, cuadro de Salvador Dalí.
- Galatea, canción del grupo de Stoner rock mexicano "Apolo mx"
- Galatea, androide en la película El hombre bicentenario.
- Galatea, clon de Superchica en La Liga de la Justicia Ilimitada.
- Galatea_2.2 de Richard Powers es una recreación del mito de Pigmalión. Edición en español ISBN 8425399211.
- Galatea, obra de teatro de Josep Maria de Sagarra.

- Galatea, personaje del anime y manga Claymore

## Enlaces externos

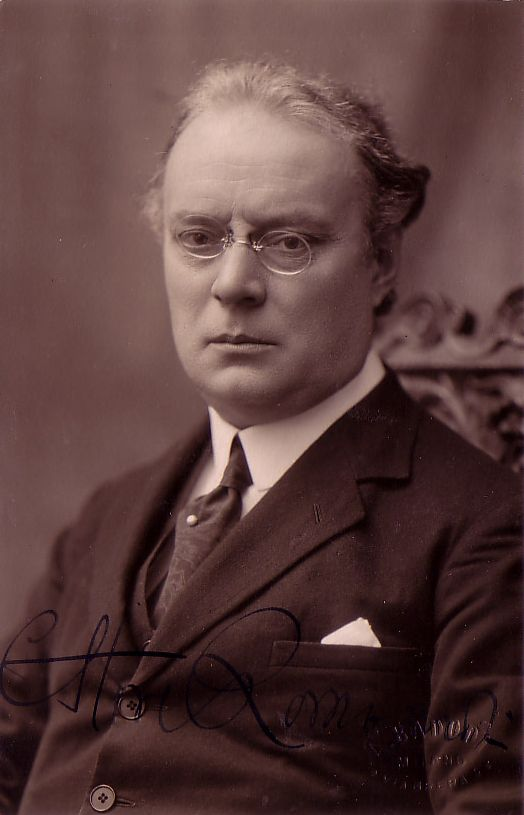
Ettore Romagnoli.